# 101 Рейс
«101 Рейс» — узбекский биографическо-драматический фильм режиссёра Акрома Шахназарова о рейсе HY101 и о командире корабля Зарифе Саидазимове, основанный на его автобиографии про последний рейс перед выходом на пенсию. Генеральный продюсер фильма Фирдавс Абдухаликов. Фильм стал совместным производством Агентства кинематографии Узбекистана и кинокомпании «Norbayev Pictures».

## Сюжет
Ранним утром 11 сентября 2001 года из Ташкента взлетел самолет Боинг 757 авиакомпании Ўзбекистон Ҳаво Йўллари. Это был заключительный рейс для опытного пилота Зарифа Саидазимова, перед тем как он отправится в свободный полёт - на пенсию. «101-Рейс» летит с промежуточной посадкой в Международный Аэропорт Бирмингема в Международный аэропорт имени Джона Кеннеди в Нью - Йорке.
Приближаясь к аэропорту Международный аэропорт имени Джона Кеннеди, КВС Зариф Саидазимов внезапно получает от диспетчера команду о том, что нужно совершить посадку в другом аэропорту, располагающемся в Бостоне. Капитан объявляет об этом пассажирам и берёт курс на Бостон. Когда  до Бостона оставалось совсем немного, диспетчер сообщает, что самолёту необходимо сесть в аэропорту Международный аэропорт Гандер на территории Канады. Капитану Саидазимову ничего не остается, кроме как следовать инструкциям. Предупреждая экипаж об изменениях, он просит пассажиров сохранять спокойствие.
Когда данная весть доходит до пассажиров, салон самолёта окутывают смятение и паника.

## В ролях
| Актёр            | Роль                                       |
| ---------------- | ------------------------------------------ |
| Хашим Арсланов   | Командир воздушного судна Зариф Саидазимов |
| Умид Искандаров  | второй пилот Ботир Махмудов                |
| Олег Галахов     | пилот Фёдор Денисов                        |
| Лола Элтоева     | бортпроводница Нигора Юсупова              |
| Хуршид Тухтаев   | пилот Рашид Низомов                        |
| Эркин Бозоров    | пассажир Жахонгир                          |
| Бахора Арслонова | стюардесса Азиза                           |
| Фарход Абдуллаев | пассажир Фарход                            |
| Нигина Анарбаева | стюардесса Севара                          |